# Sarria
Sarria er en by og kommune i det nordvestlige Spanien i provinsen Lugo. Den har et indbyggertal på 13.459 (2024) indbyggere.